# Saurer AG

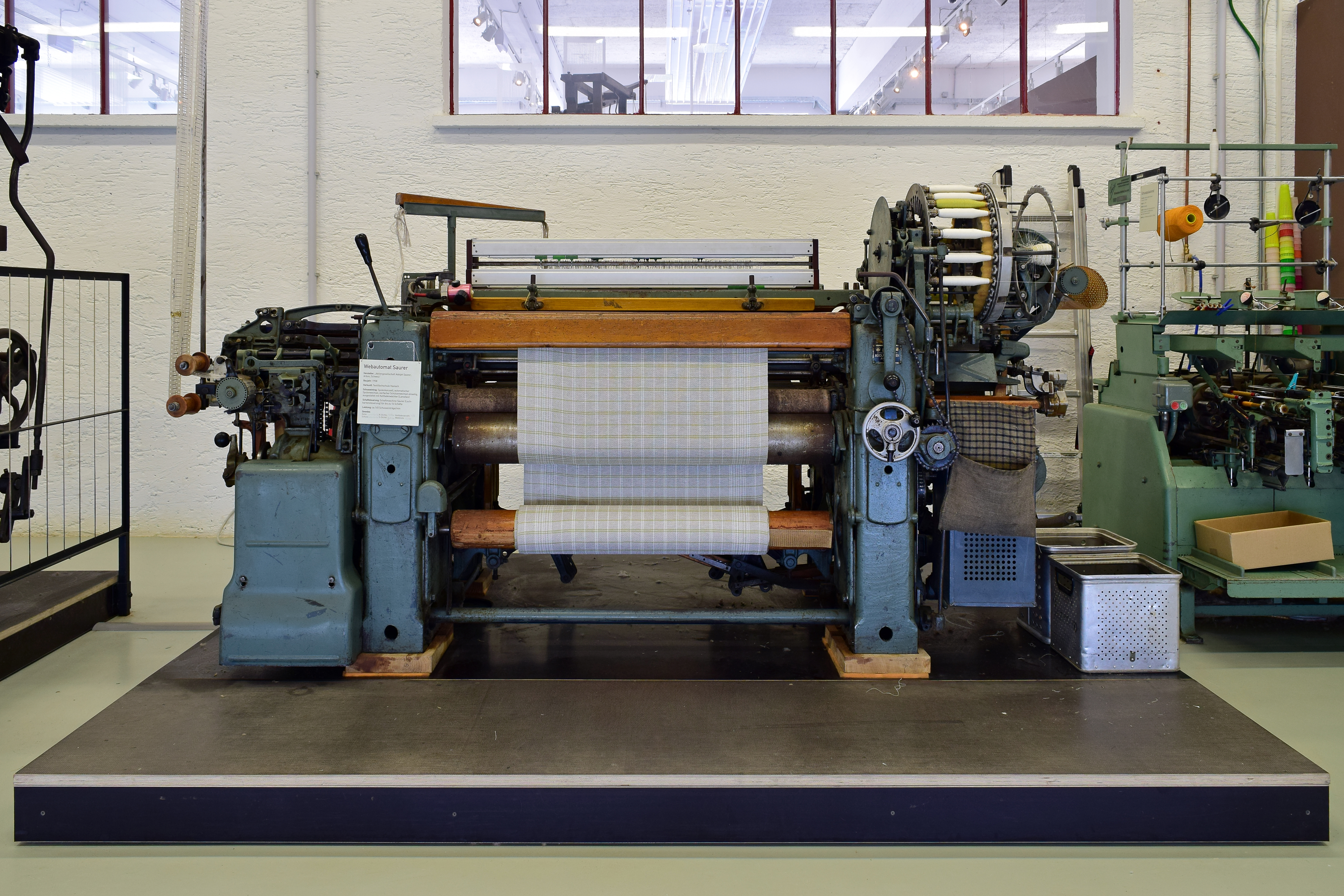
Webautomat Saurer 1958

Saurer AG (Saurer) är en textilmaskinstillverkare. Bolaget, tidigare under namnet Adolph Saurer AG, tillverkade tidigare även lastbilar och bussar under namnet Saurer.
Franz Saurer grundade bolaget 1853 som ett gjuteri i St. Georgen. 1869 konstruerade han företagets första textilmaskin i Arbon.